# L'Aigle solitaire (Blueberry)
Pour les articles homonymes, voir L'Aigle solitaire.
L'Aigle solitaire est le troisième album de la série de bande dessinée Blueberry de Jean-Michel Charlier (scénario) et Jean Giraud (dessin). Publié en album pour la première fois en 1967, il a été réédité en 1997 à la suite d'une nouvelle mise en couleur de Claudine Blanc-Dumont. C'est le troisième album du cycle des premières guerres indiennes (cinq tomes).

## Résumés

### Court
Le lieutenant Blueberry est chargé, à la tête d'une escouade d'une trentaine d'hommes, d'acheminer un convoi de munitions à travers un territoire infesté d'Apaches. Les fusils et la poudre sont destinés à approvisionner l'armée que le général Crook est en train de rassembler à Camp-Bowie (Arizona). Il devra à la fois faire face à l'incompétence de l'intendant O'Reilly, porté sur le whisky, et à la haine de Quanah "N'a-qu'un-œil", un scout apache qui rêve de chasser tous les hommes blancs des territoires du sud-ouest.

### Détaillé
Une escouade de la cavalerie américaine en patrouille le long du Rio Grande, au Texas, tombe par hasard sur le jeune Jim Stanton et sur le lieutenant Blueberry, qui avec l'aide de l'ex-lieutenant Crowe, avait réussi à l'arracher des mains des Mescaleros, qui l'avaient enlevé. Ces aventures sont narrées dans l'album précédent. 

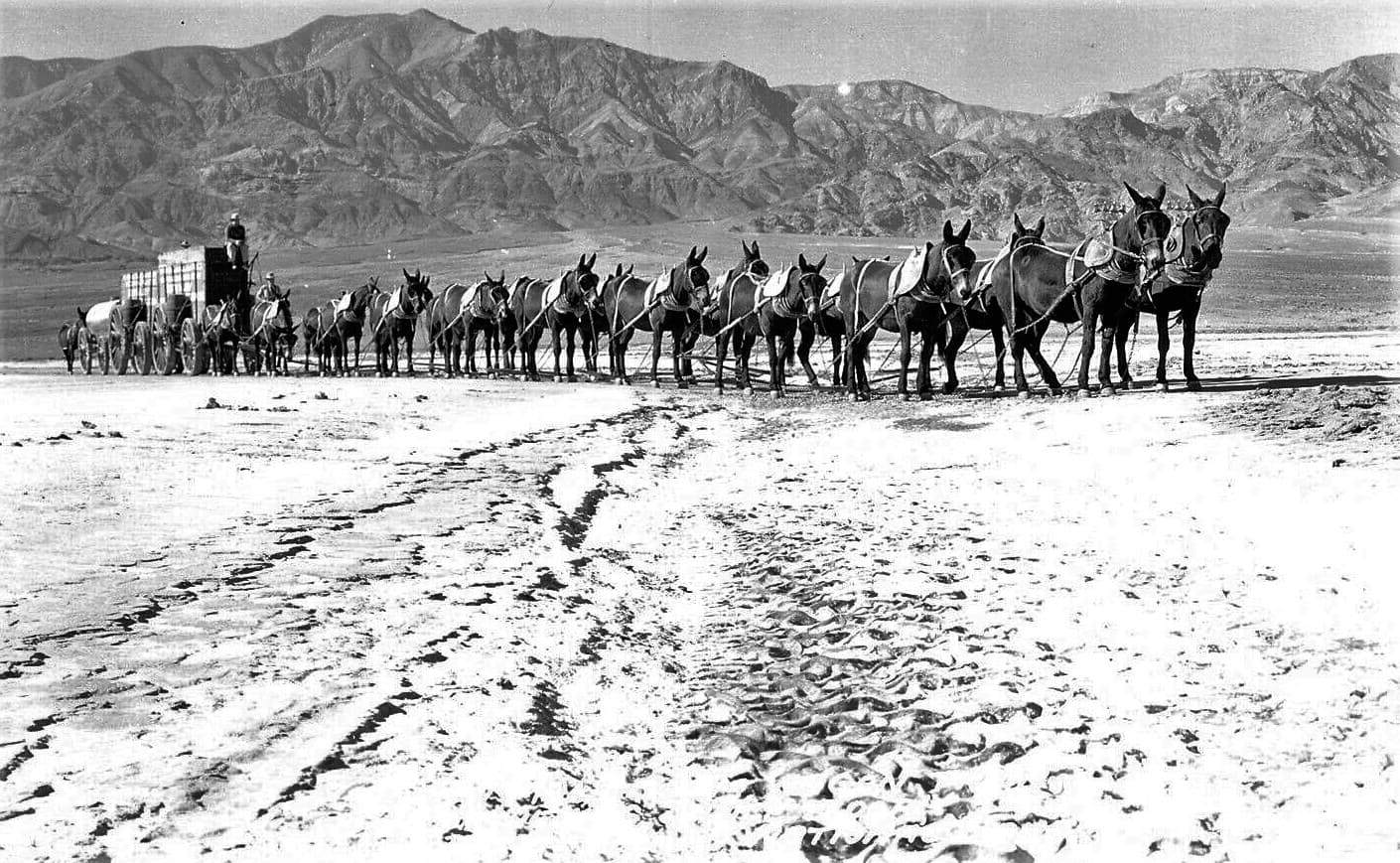
Convoi de 2 chevaux et 18 mules qui transportait du borax dans la vallée de la Mort aux États-Unis entre 1883 et 1889.

Emmené à Fort Quitman, Blueberry y apprend qu'une armée est en train d'être rassemblée à Camp-Bowie, en Arizona, pour écraser la révolte apache. Souhaitant à tout prix rencontrer le général Crook pour lui expliquer que les indiens ont de bonnes raisons de se révolter et tenter ainsi d'éviter la guerre, il obtient de prendre le commandement d'un petit détachement d'une trentaine d'hommes chargé d'escorter un convoi de munitions qui doit justement se rendre à Camp-Bowie. 
Le convoi, composé de plusieurs chariots tirés par des attelages de mules, se met en route et Blueberry fait la connaissance des hommes sous ses ordres. Il y a notamment le sergent Matt, un dur-à-cuire, puis l'intendant O'Reilly, un Irlandais amateur de whisky, et également un scout apache borgne, Quanah. Au cours de la première nuit, une sentinelle est tuée et un inconnu s'introduit dans un des chariots, parvenant à ouvrir une des caisses. Blueberry soupçonne qu'un espion rôde près du convoi et que les Apaches sont maintenant au courant du contenu des chariots. Malgré l'opposition d'O'Reilly, il décide de modifier l'itinéraire du convoi en empruntant une vieille piste peu fréquentée, plus longue et plus difficile, à travers les monts Sacramento.

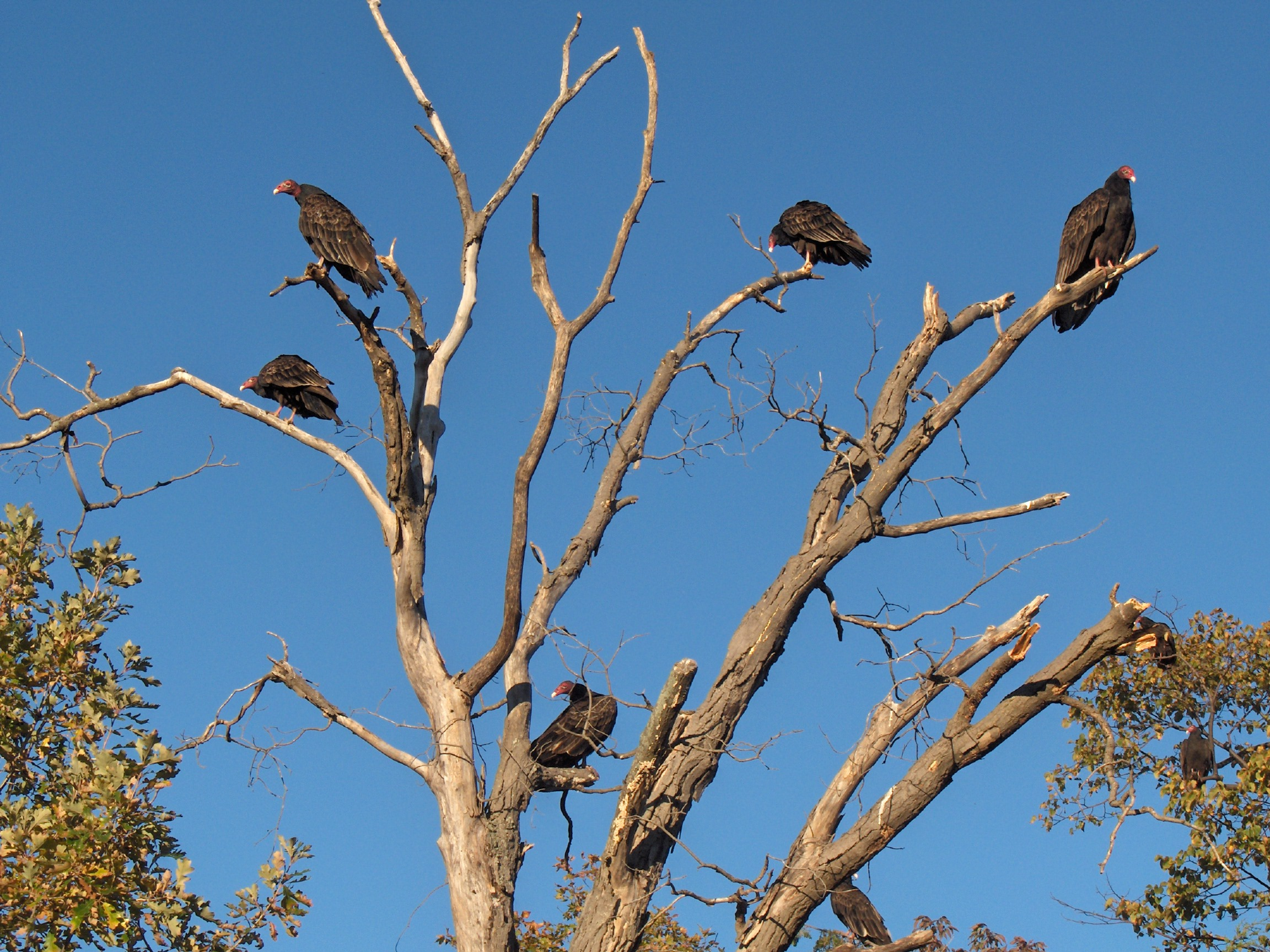
Urubus à tête rouge, rapaces charognards des Amériques.

Au matin, Blueberry fait construire des cadres de bois qui, tirés par des chevaux, imiteront les traces laissés par les chariots : ce subterfuge est destiné à tromper d'éventuels poursuivants. Tandis que le sergent Matt, avec quelques cavaliers, reçoit la mission de conduire les Apaches sur cette fausse piste, Blueberry fait traverser les chariots au gué d'une rivière et engage son convoi sur la vieille piste du nord, en effaçant les traces de leur passage. Cependant, au matin suivant, le cuistot du convoi signale la disparition d'un gros quartier de lard. Intrigué par ce fait apparemment anodin, Blueberry part en reconnaissance et découvre bientôt une nuée d'oiseaux charognards attiré par la fameuse pièce de viande coincée sous un gros rocher. Il comprend qu'un inconnu a ainsi tenté d'attirer l'attention des Apaches grâce à cet astucieux signal visuel.
Après réflexion, les soupçons de Blueberry se portent sur Quanah, le guide indien. Lui seul a eu la possibilité de s'éloigner du convoi et de les trahir. Sans preuve, il garde ses soupçons pour lui et se contente de surveiller de près l'Apache, sans le laisser s'éloigner de la colonne. Le convoi parvient bientôt à Eagle Creek, un trou d'eau au pied des monts Sacramento, lieu du rendez-vous avec les hommes du sergent Matt : ils ne sont pas là. Inquiet, Blueberry décide de les attendre avec quelques cavaliers tout en ordonnant au convoi de prendre de l'avance, sous les ordres d'O'Reilly. Il a cependant soin de donner des ordres stricts à l'Irlandais au sujet de Quanah : en aucun cas ne le laisser s'éloigner du convoi ! La nuit suivante, Matt arrive enfin au rendez-vous, à bout de forces, accompagné de deux hommes seulement. Harcelé par les Apaches, son détachement a été décimé, mais le sergent a néanmoins réussi à leur faire perdre leurs traces, donnant ainsi plusieurs jours d'avance au convoi. 
Pendant ce temps, O'Reilly s'inquiète du très mauvais état de la piste et craint de ne pouvoir atteindre avec ses chariots la crête des monts Sacramento. Malgré les ordres de Blueberry, il ordonne à Quanah de partir en reconnaissance, accompagné de deux soldats. Arrivé à la passe du grand-arbre-mort, le col qui permet de franchir la sierra, Quanah, qui est en réalité un chef de guerre chiricahua du nom d'Aigle Solitaire, tue les soldats et met le feu à l'arbre sec dans le but d'alerter les Apaches. La lueur des flammes et l'écho des coups de feu incitent les membres du convoi, plus bas dans la vallée, à croire qu'un contingent apache les attend à la passe, et Quanah, de retour auprès du convoi, a beau jeu de convaincre O'Reilly de faire demi-tour pour emprunter une route plus facile qui rejoint la piste principale, au sud des monts Sacramento. Il s'agit d'un piège pour retarder les chariots : tandis qu'ils s'engagent dans un profond canyon parcouru par un cours d'eau en apparence peu profond, les lourds véhicules s'embourbent, et il faut perdre plusieurs heures pour décharger les cargaisons et tirer les chariots de leur mauvaise posture. O'Reilly se rend enfin compte que Quanah les a trompés, mais l'Apache s'est bien entendu volatilisé.

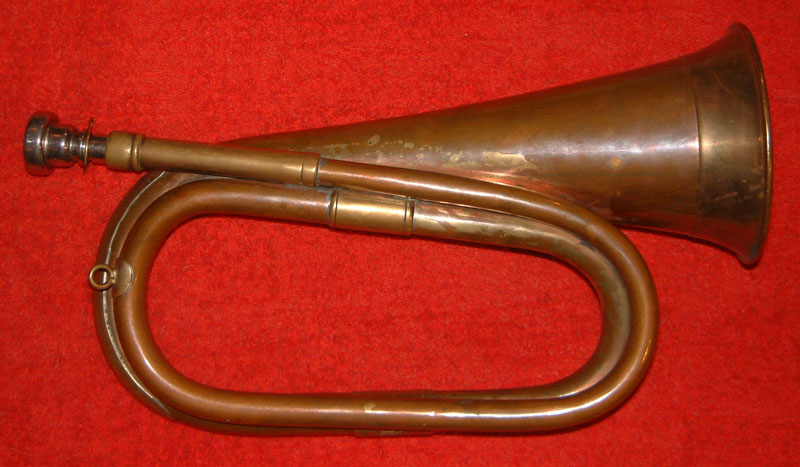
Clairon

De son côté, Blueberry et ses hommes tentent de rejoindre le convoi, mais ils perdent du temps en suivant la vieille piste jusqu'à la passe du grand-arbre-mort. Là, ils trouvent le corps d'un des soldats tué par Quanah ainsi que les restes de l'arbre calciné, et comprennent ce qui s'est passé. Au même moment, le convoi, coincé dans le canyon du cheval-noyé, a été rejoint par les Apaches, guidés par Quanah, et la situation des soldats de l'escorte est désespérée. L'intervention de Blueberry les sauve du carnage au dernier moment, en ouvrant le feu sur les assaillants depuis le surplomb du défilé, puis en faisant raisonner son clairon comme si un détachement entier de cavalerie arrivait à la rescousse. Les Apaches refluent, sauvant provisoirement les tuniques bleues.
Blueberry, furieux de l'irresponsabilité de O'Reilly qui a délibérément outrepassé ses ordres et causé la mort de plusieurs soldats, le menace de son révolver. Il se contente finalement de briser d'une balle sa dernière bouteille de whisky et de lui promettre la cour martiale. Puis il rassemble les hommes du convoi : il faut partir avant que les Apaches ne se ressaisissent, ce qui ne saurait tarder. Le lieutenant prend soin de couvrir leur retraite en tendant un câble entre deux rochers, à l'endroit le plus étroit du torrent, espérant briser les pattes de plusieurs poneys apaches lors de leur prochaine charge. Il ordonne également au sergent Matt de miner les parois du défilé.
Les Apaches reviennent en effet très vite à la charge, sous la conduite de Quanah. Mais ils perdent à nouveau plusieurs guerriers en tombant dans le piège tendu par Blueberry. En s'écroulant, les parois du canyon obstruent le passage derrière le convoi de chariots, lui laissant le temps de prendre le large. Humilié, Quanah tente de convaincre les chefs apaches de continuer la poursuite, mais ceux-ci hésitent, découragés par leurs pertes et par la résistance farouche des hommes de Blueberry. Quanah décide alors de poursuivre seul sa vengeance, justifiant ainsi son nom de guerre, « Aigle solitaire ».
De leur côté, malgré leurs pertes et leur fatigue, les soldats survivants du convoi de munitions semblent tirés d'affaire : ils sont en effet rejoints par un contingent venu à leur rencontre depuis Fort Bayard, en Arizona. Les renforts sont menés par une vieille connaissance de Blueberry, le lieutenant Graig, son ancien condisciple de Fort Navajo. Cependant, Quanah n'a pas dit son dernier mot : alors que les chariots progressent sur une vaste plaine herbeuse, sous un violent orage sec, l'Apache met le feu à la prairie, espérant que les flammes feront sauter les caisses de poudre. Les hommes du convoi parviennent à trouver un passage qui les met provisoirement à l'abri de l'incendie, mais le feu atteint malgré tout un des chariots de munitions, qui explose. La détonation fait crever les nuages, et un déluge de pluie vient noyer le feu de prairie, tirant d'affaire définitivement le convoi qui parvient enfin à rejoindre Camp-Bowie, où se concentrent les troupes du général Crook. Magnanime, Blueberry consent à oublier sa promesse de cour martiale pour O'Reilly, en échange d'un serment formel de l'irlandais : ne plus jamais boire une goutte d'alcool de sa vie !

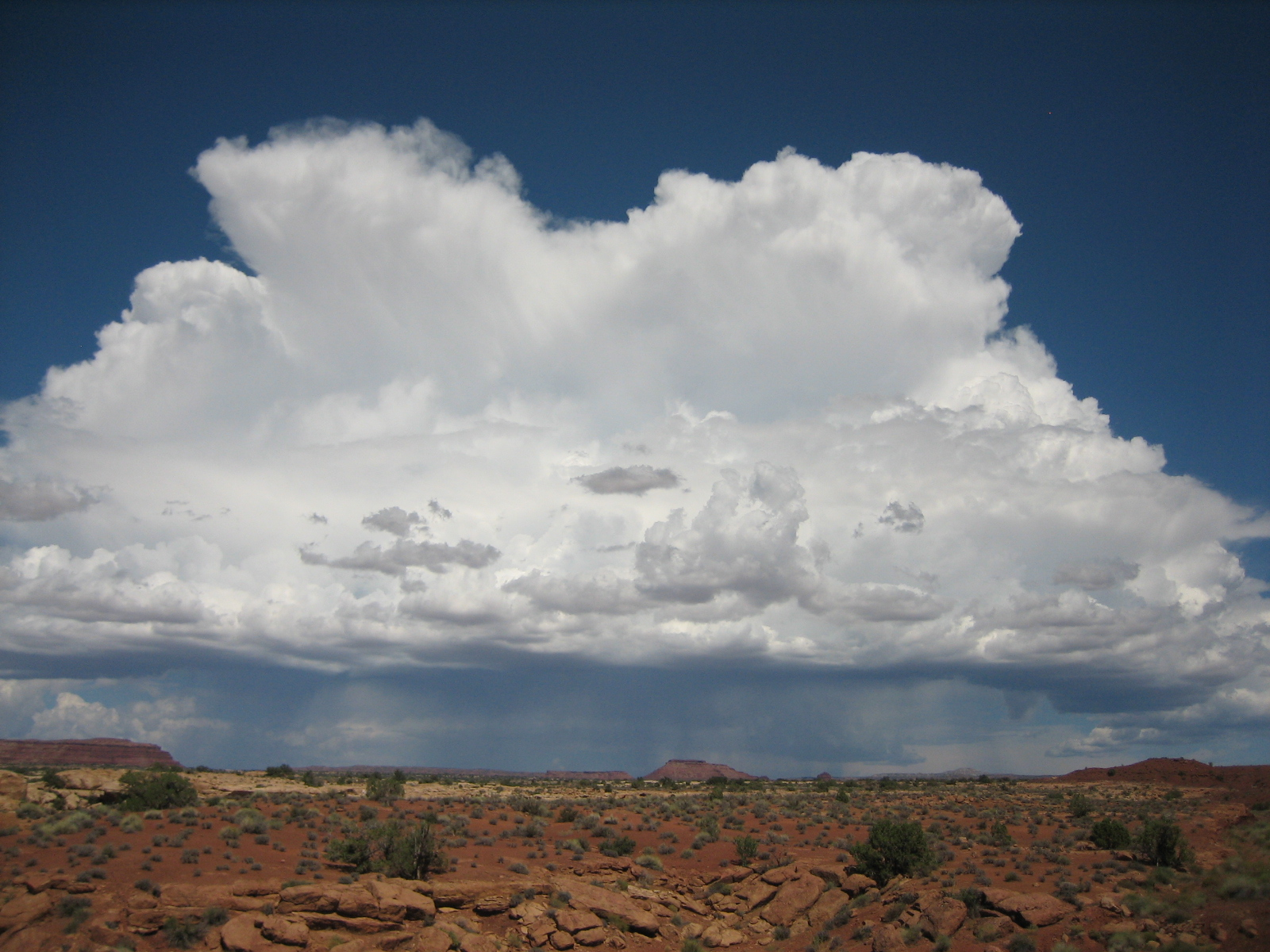
Un cumulonimbus au-dessus de l'Utah aux États-Unis.

Crook, commandant en chef des forces du sud-ouest, est admiratif devant l'exploit de Blueberry, qui lui permet, grâce au convoi de munitions, d'achever ses préparatifs en vue de l'offensive contre les Apaches. Profitant de cette bonne volonté, le lieutenant réussit à le convaincre de tenter une dernière négociation avec les Apaches avant de déclencher les hostilités, mais Crook a besoin pour cela de l'autorisation expresse du Président des Etats-Unis. Le lieutenant Graig se porte volontaire pour porter le message jusqu'à la station de télégraphe la plus proche, à plusieurs jours de cheval. Crook, bien que doutant fortement du succès de la mission, accepte d'attendre 10 jours avant de lancer son offensive. 
Graig quitte le fort à l'aube, sans savoir que Quanah, qui a réussi à s'introduire dans le camp, a surpris la conversation avec le général Crook et qu'il est donc au courant de sa mission.

## Personnages principaux
- Mike S. Blueberry : lieutenant de cavalerie chargé d'escorter un convoi de munitions à travers un territoire infesté d'Apaches en révolte.
- Sergent Matt : sous-officier de cavalerie, courageux et dur-à-cuire.
- O'Reilly : Irlandais appréciant trop le whisky. Il est l'intendant responsable de la cargaison de munitions.
- Quanah "N'a-qu'un-œil", alias Aigle-Solitaire : guerrier apache se faisant passer pour un scout de la cavalerie U.S. En réalité un adversaire acharné de tous les visages pâles, partisan d'une guerre à outrance.
- Lieutenant Graig : officier de cavalerie, ancien compagnon d'arme de Blueberry à Fort Navajo. Il est à présent rattaché à la garnison de Fort Bayard, en Arizona.
- Général Crook : général américain chargé de mener la guerre contre les Apaches dans le territoire de l'Arizona. George Crook est un personnage historique, connu pour ses succès contre les Apaches grâce à l'utilisation de scouts indiens.

## Éditions
- L'Aigle solitaire, 1967, Dargaud, 48 p. 
  - Ré-édition en avril 1997.  (ISBN 2-205-04331-5) (nouvelle mise en couleur par Claudine Blanc-Dumont[1]).